# Chiesa della Madonna dei Rimedi
La chiesa della Madonna dei Rimedi è un santuario diocesano dell'arcidiocesi di Palermo e sede del convento dei Carmelitani Scalzi; l'edificio è un complesso religioso barocco di Palermo. Si trova in piazza dell'Indipendenza.

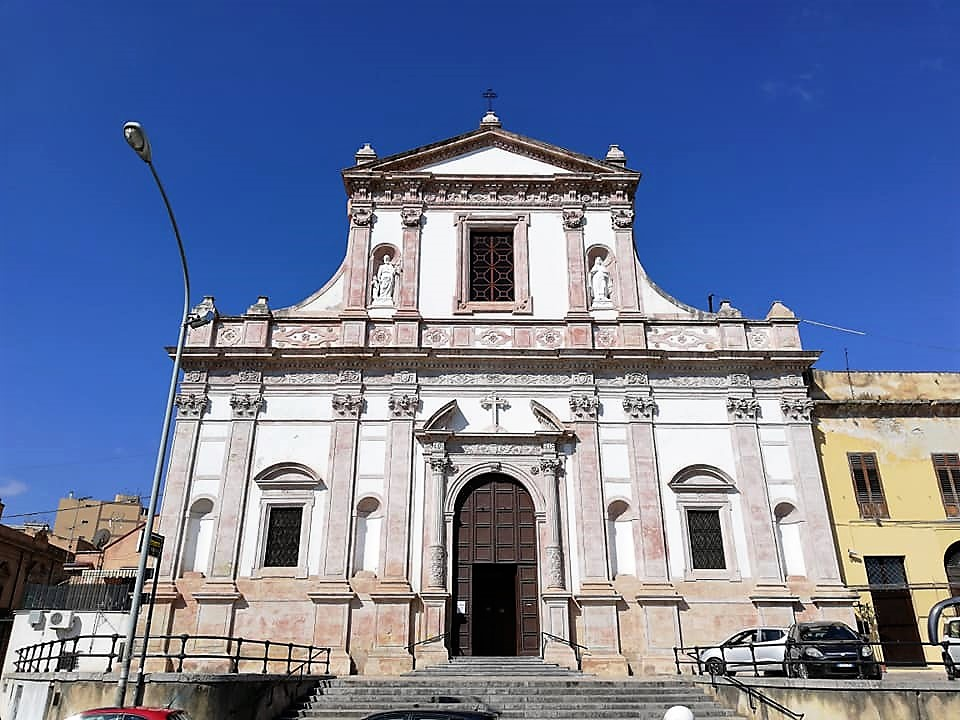
Facciata.

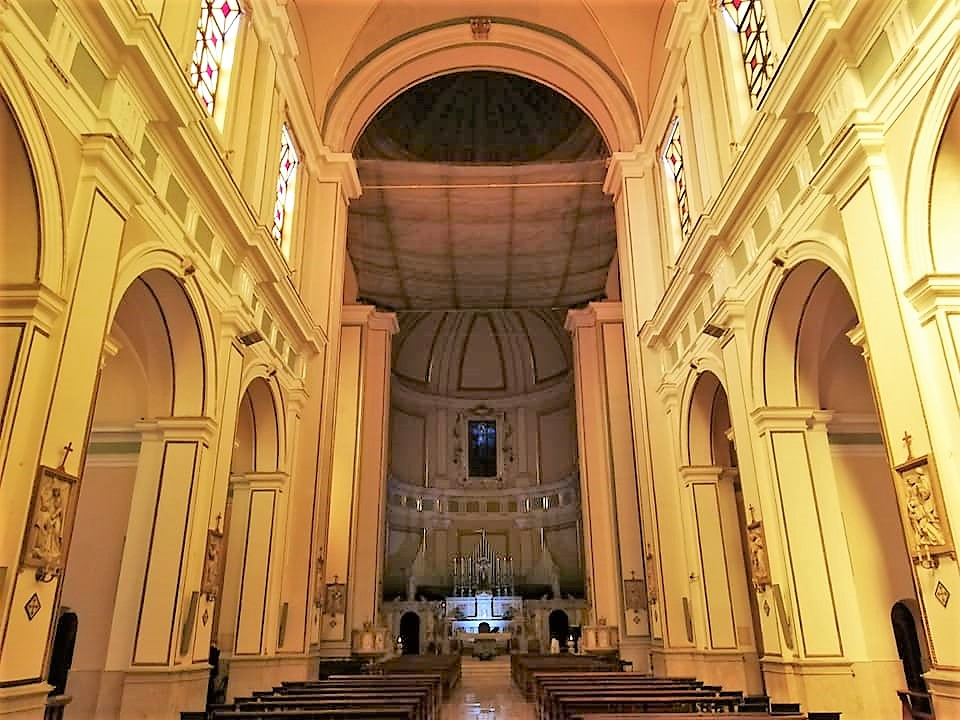
Interno.

## Storia
Durante la campagna per la conquista normanna della Sicilia (1064-1072), l'accensione dei fuochi suggerito in sogno dalla Vergine, si è rivelato un ottimo "rimedio" per scacciare gli insetti fastidiosi che debilitano le truppe impegnate nelle azioni militari. Conquistata l'isola, in segno di gratitudine, il Gran Conte Ruggero edifica la primitiva chiesa dedicandola a Santa Maria dei Rimedi.
La struttura attuale nasce nel 1609, dopo l'arrivo di padre Domenico di Gesù e Maria a Palermo, chiamato dal viceré di Sicilia Juan Manuel Fernández Pacheco y Zúñiga, marchese di Vigliena, duca d'Escalona, e il 25 aprile dell'anno successivo viene consacrata dal cardinale Giannettino Doria.
Nel 1611, per questioni logistiche e disegni tattico militari è decretata la soppressione del luogo di culto troppo prossimo a Palazzo Reale da parte del viceré Fernández Pacheco. Il viceré Pedro Téllez Girón, duca d'Ossuna, sogna l'intervento della Vergine contraria alla pianificazione, pertanto impedisce il trasferimento dell'istituzione e l'eventuale riconversione delle strutture. La costruzione continuò con l'aiuto del Senato palermitano e fu completata nel 1625.
La chiesa, restaurata nel 1844, sarà chiusa nel 1866 con l'emanazione delle leggi eversive e la soppressione degli ordini religiosi. Con le nuove destinazioni d'uso tutti gli ambienti subirono spoliazioni, disassemblaggio di altari, arredi e decorazioni marmoree.
Grazie all'intervento del cardinale Ernesto Ruffini, arcivescovo di Palermo, la Curia rientra in possesso dell'edificio dal Ministero della Difesa, e il 15 ottobre 1949, festa di santa Teresa d'Avila, la chiesa fu riconsacrata. Il 16 maggio 1953 la chiesa è dichiarata Santuario Mariano diocesano dedicata alla Madonna dei Rimedi. Qui don Pino Puglisi fu ordinato presbitero il 2 luglio 1960 dal cardinale Ruffini.

## Interno

### Transetto
Sulla parete sinistra del braccio destro del transetto è incastonata la sepoltura del cardinale Ernesto Ruffini.

## Opere documentate

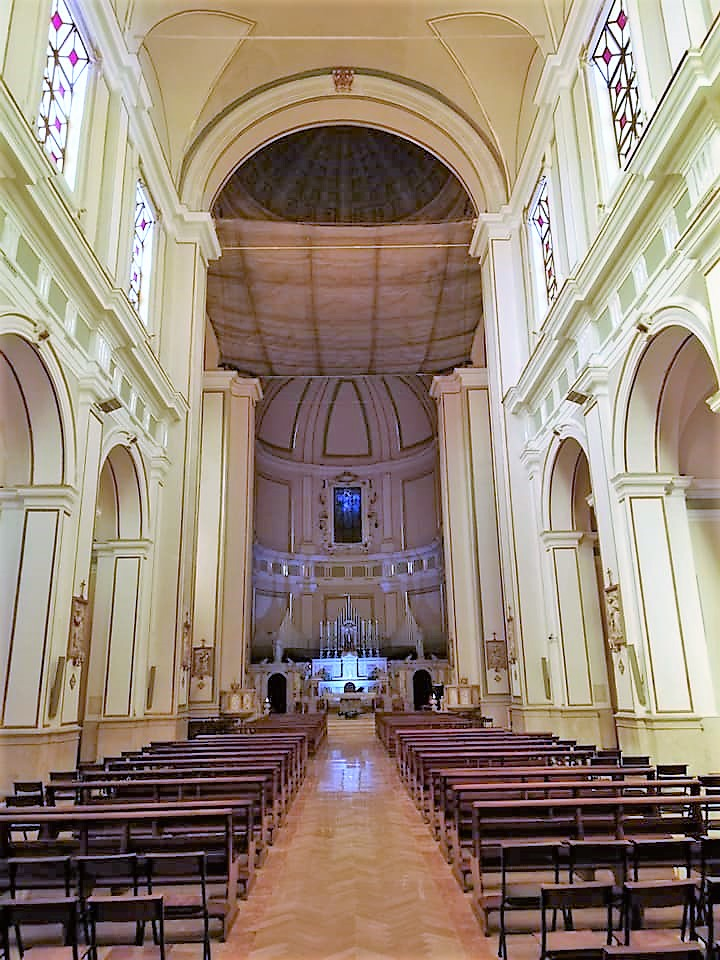
Navata.

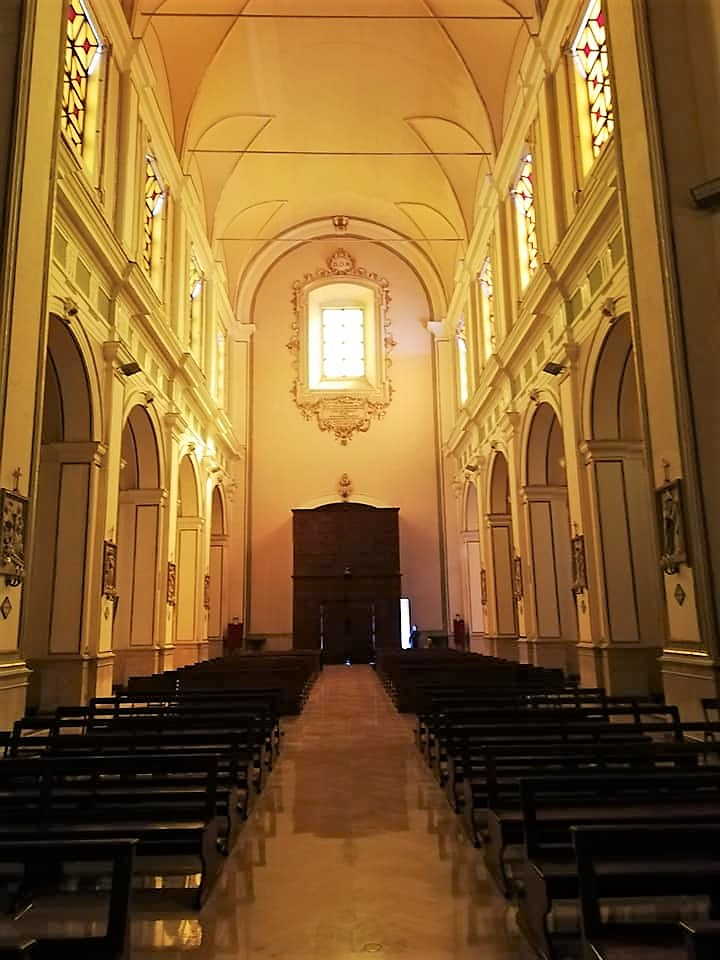
Controfacciata.

- XVII secolo, Sacra Famiglia, dipinto, opera documentata di Pietro Novelli.[2][9]
- XVII secolo, San Giuseppe, dipinto, opera documentata in sacrestia di Matthias Stomer.[2]

## Convento di Santa Maria dei Rimedi
Nel 1609 sorse, contestualmente alla chiesa, il convento dell'Ordine dei carmelitani scalzi sotto il titolo di «Santa Maria dei Rimedi», con dormitori e un oratorio, una delle prime istituzioni carmelitane del palermitano. Nel 1860 la struttura fu requisita e adibita a caserma. Oggi è uno dei più importanti conventi dei carmelitani scalzi d'Italia, mentre l'oratorio è utilizzato dai soldati del distretto militare di Palermo.

## Feste religiose
- 16 luglio, Festa della Madonna del Carmine.
- 8 settembre, Festa della Madonna dei Rimedi.
- 3 ottobre, Festa di Santa Teresa del Bambin Gesù.
- 15 ottobre, Festa di Santa Teresa d'Avila.
- 24 novembre, Festa di San Giovanni della Croce.
- ?, Festa del Santo Bambino Gesù di Praga.